# New Century Global Centre
New Century Global Centre, zgrada u kineskom gradu Chengduu, najveća zgrada na svijetu. Izgradnja je počela 2010. i završena 2013. godine. Visoka je 100 metara, duga 500 i široka 400. Obuhvaća 1,7 milijuna kvadratnih metara. Stoga bi se u zgradu mogla smjestiti tri Pentagona i 20 sidnejskih zgrada opere.
Zgrada je otvorena 1. srpnja 2013. Uz brojne urede i trgovačke centre, u ovom divu smješteno je i cijelo mediteransko selo, IMAX kino s 14 dvorana, klizalište te aquapark s umjetnom plažom od 5 000 kvadrata. Kako bi oceanski dojam bio potpuniji tu je smješten ekran dug 150 i visok 40 metara na kojem će se prikazivati izlazak i zalazak sunca. Naravno, tu je i nekoliko hotela. Uz divovski centar izgrađena je i nova linija podzemne željeznice, a u blizini će biti i nova zračna luka koja će se izgraditi do 2020. godine.